# 306

## Úmrtí
- 4. března – sv. Hadrián, katolický světec a mučedník (* 278)

## Hlava státu
- Papež – úřad neobsazen
- Římská říše – Constantinus I. (306–337) + Galerius (305–311) + Flavius Severus (306–307) + Maxentius – uzurpátor (306–312)
- Perská říše – Hormizd II. (302–309)
- Kušánská říše – Šaka (305–335)